# Šport u 2013.
◄◄ | ◄ | 2010. | 2011. | 2012. | 2013.  | 2014. | 2015. | 2016. | ► | ►►
Arhitektura • Astronautika • Astronomija • Biologija • Film • Fotografija • Glazba • Kazalište • Kemija • Kiparstvo • Knjige • Književnost • Kršćanstvo • Meteorologija • Medicina • Planinarstvo • Politika • Pravo • Promet • Slikarstvo • Strip • Šport • Televizija • Znanost • Zrakoplovstvo • Željeznički promet
Šport u 2013.

## Svijet

### Natjecanja

#### Svjetska natjecanja
- 22. srpnja do 3. kolovoza – Svjetsko prvenstvo u vaterpolu u Barceloni, u Španjolskoj: prvak Mađarska

#### Kontinentska natjecanja

##### Europska natjecanja
- 4. do 22. rujna – Europsko prvenstvo u košarci u Sloveniji: prvak Francuska

## Hrvatska i u Hrvata

### Natjecanja

#### Timski športovi
- Prvenstvo Hrvatske u autocrossu: Sven Team (timovi), AK Ozalj (klubovi)[1]

#### Pojedinačni športovi
- Prvenstvo Hrvatske u autocrossu: Ivo Čizmić (divizija 1), Siniša Filčić (divizija 1A), Marino Čargonja (divizija 1B), Robert Čulina (divizija 3), Loris Krbavac (divizija 3A), Sven Katić (juniori)[1]

## Vanjske poveznice
|  | Zajednički poslužitelj ima još gradiva o temi Šport u 2013. |